# 羅賓·托馬斯
羅賓·托馬斯（英語：Robin Thomas，1962年8月22日—2020年3月26日）是一名數學家，於佐治亞理工學院工作，致力研究圖論。
他於1985年由捷克斯洛伐克（今捷克共和國）的布拉格查理大學获得博士学位，他的博士导师是雅羅斯拉夫·內舍特日爾。其後他於1989年加入佐治亞理工學院，現為該處的傑出教授。2020年3月26日，他在与ALS的多年斗争后不幸去世。

## 獎項
托馬斯因其在離散數學的傑出論文而兩次獲得富尔克森奖，一次是在1994年作為有關哈德維格猜想的論文的合著者，另一次是在2009年證明了強完美圖問題

## 外部連結
- 羅賓·托馬斯的個人主頁 （页面存档备份，存于）